# Philippe Celhay
Pour les articles homonymes, voir Celhay.
Philippe Celhay, né le 27 mai 1954, est un dirigeant français de rugby à XV. Il préside le club professionnel de l'US Dax pendant deux saisons, de 2016 à 2018.

## Biographie
Né le 27 mai 1954, et fils d'un joueur et entraîneur du club de rugby de l'US Dax, Philippe Celhay intègre lui aussi l'école de rugby dacquoise. Il évolue ainsi sur les terrains jusqu'en catégorie espoir, en championnat de Nationale B. Durant sa carrière sportive, il est sacré champion de France cadet en 1971,. Après une année de césure, il réintègre le club, cette fois-ci en tant qu'entraîneur, prenant en charge les juniors puis les cadets. Intégrant ensuite l'équipe dirigeante, il participe au titre ce champion de France des juniors en 1993.
Après avoir pris la présidence de l'association amateur du club pendant 12 ans, il devient président de la structure professionnelle de l'US Dax, occupant la place laissée vacante par Jean-Christophe Goussebaire à l'intersaison 2016,. En mars 2018, alors que l'issue du championnat de Pro D2 voit le club rouge et blanc mathématiquement relégué en division amateur, Celhay et l'ensemble du directoire présentent leur démission après deux saisons d'exercice ; l'ancien président Gilbert Ponteins assure sa succession à partir du mois de mai. Celhay reste dans les organigrammes du club, notamment au comité directeur de l'association ainsi qu'au conseil d'administration de l'équipe première.